# Steven Goldstein
Steven Goldstein, även Stevo Goldstein, född 23 februari 1981 i Bogotá i Colombia, är en colombiansk racerförare. 
Hans karriär började 2002 då han blev inbjuden att delta i en av BMW arrangerad förarskola för formationskörning. Instruktörerna där var så imponerade att de rekommenderade att han satsade på en karriär som racerförare.
2004 blev han mästare i den amerikanska Formula 2000 serien med 8 vinster och 11 pallplatser.
Med den vinsten i ryggen fick han ett erbjudande att köra för Audi i deras officiella Audi Sport Italia stall och tävla i Europa. Steven accepterade och flyttade till Barcelona, där han i två år arbetade som instruktör för RACC Renault på Barcelona Grand Prix-bana Circuit de Catalunya.
Han gjorde sin officiella debut i Euro Superstars Championship 2006 där han samma år blev tilldelad titeln "Rookie of the year" bland 25 förare för sina insatser och förmåga att snabbt anpassa sig till en ny serie och nya förutsättningar. 
2007 Så vann han "Constructors's Championship" för Audi Sport Italia. Stallet beslutade då att förnya hans kontrakt för ytterligare två år. Steven har haft stallkamrater av högsta internationella klass såsom Gianni Morbidelli, före detta Formel 1 förare för Ferrari, och Rinaldo Capello, vinnare av Le Mans 24-timmars. 
Steven har sedan tidigare en examen i marknadsföring från ett amerikanskt universitet. Han studerar under sin fritid till civilekonom vid Bocconiuniversitet i Milano.
Ända sedan starten av karriären har Steven varit sponsrad av "Café de Colombia". Steven är även sponsrad av Pirelli samtidigt som han är ambassadör för "Mas arte, menos minas", en ideell organisation i Colombia som arbetar med målet att eliminera användandet av landminor och att hjälpa drabbade. Han har också blivit ambassadör för den Barcelonabaserade ideella organisationen "Arts Relief", vars mål är att sälja konst för utsatta barn.

## Bildgalleri

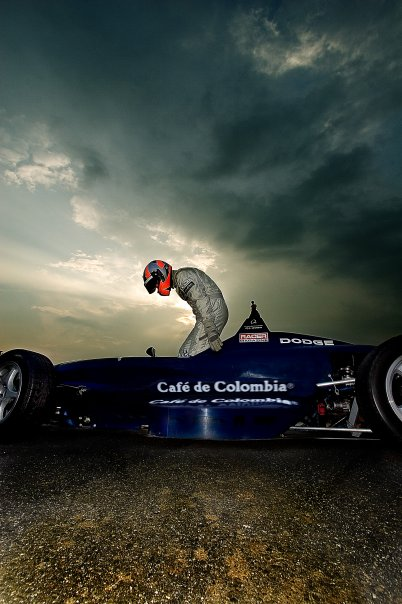
Steven med bilen som gav honom mästartiteln i 2004 års Formula 2000 mästerskap i USA.
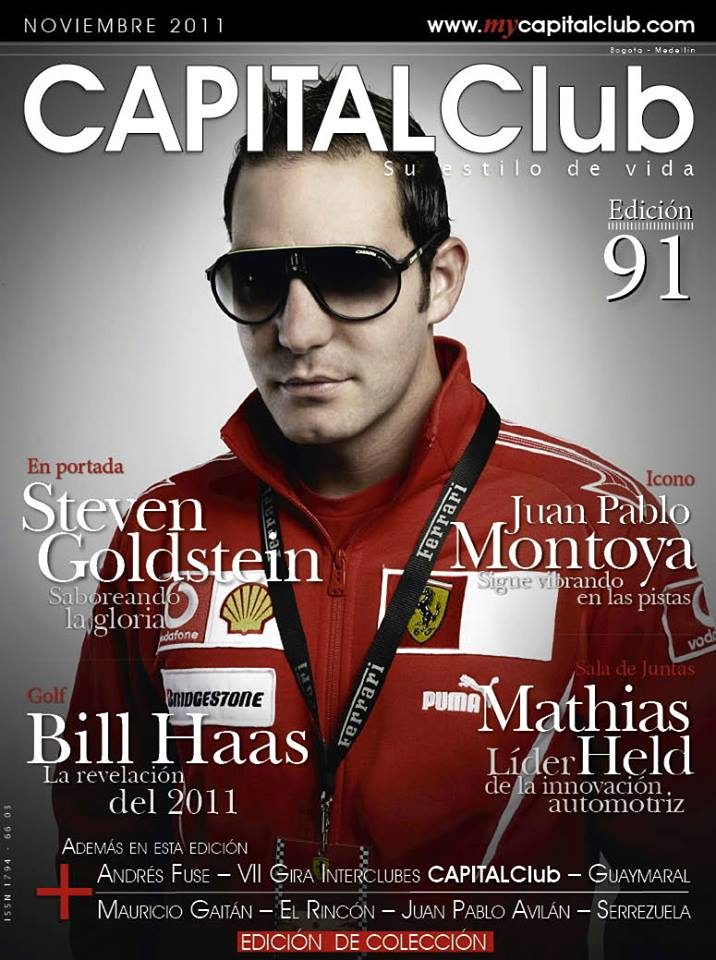
Steven Goldstein på omslaget till Capital Club Magazine, Nov 2011
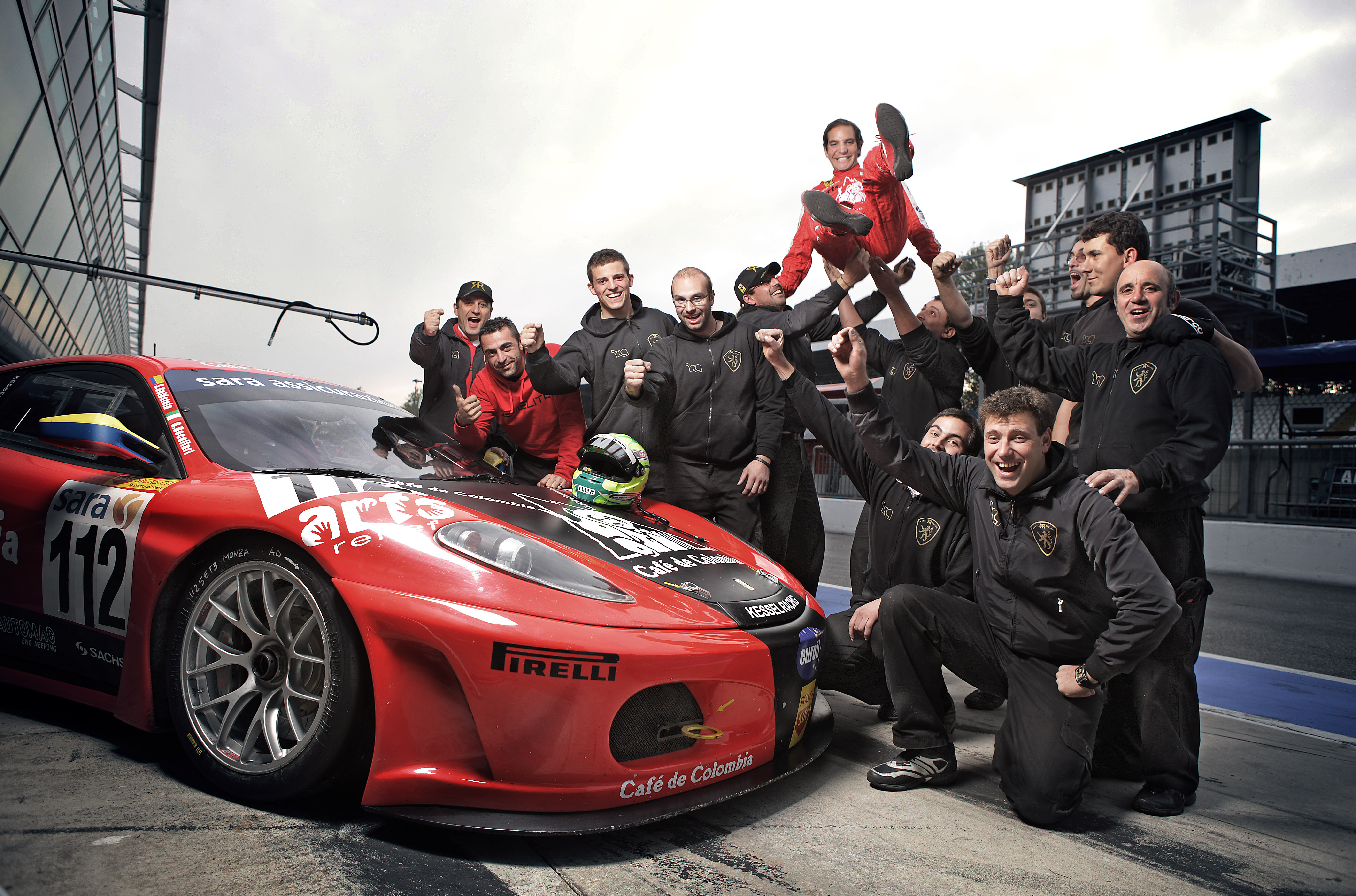
Steven Goldstein firas av sitt team i Monza, Italien